# JostyKit
JostyKit eller Josty Kit var en elektronikvirksomhed, som blev grundlagt i 1970 af danskeren Steen Bolbroe. JostyKit lå på Sortedam Dossering i København, hvor der både var produktion, administration, lager og distribution. Ordet Josty er en sammentrækning af Jørgen, Steen og en tredje person.
Virksomheden solgte elektronik-kit's, lydsystemer, lysstyring, motor-tilbehør, komponenter og Danmarks nok første spillekonsol (Jostykit Multi-TV-Game HF344). Produkterene blev solgt via postordrekatalog og forhandlere, det var meget udbredt blandt unge mennesker, der var interesserede i elektronik i hele landet. Jostykits har været solgt i store dele af Europa.
Faktisk startede Steen Bolbroe sammen med Jørgen Ølgård allerede i 1963 med at bygge og sælge kits, fordi Assabonga grundlagt af Frits Lander og Jørgen Larsen var leverandør af de trykte kredsløb, der skulle bruges for at samle de små kits.
JostyKit udgav bøgerne Anvendt Elektronik 1-2 (1970-1980), som er skrevet af danskeren Jan Soelberg. Fra 1994 og frem er Anvendt Elektronik udgivet af Teknisk Forlag.
I Sverige startede flere butikker under navnet JostyKit; en af dem skiftede senere navn til Josty Data, da fokus op gennem 80'erne blev flyttet over på at sælge færdige computere. Denne findes stadig og er beliggende i Malmø.